# Torneo Supercup 2022
Il Torneo Supercup 2022 si è svolto il 19 e il 20 agosto 2022.
Gli incontri sono stati disputati nell'impianto Inselparkhalle, situato nella città di Amburgo.

## Squadre partecipanti
1. Germania
2. Italia
3. Rep. Ceca
4. Serbia

## Risultati
| Amburgo 19 agosto 2022, ore 18:00 | Italia | 86 – 90 | Serbia | Inselparkhalle |

| Amburgo 19 agosto 2022, ore 20:30 | Germania | 101 – 90 | Rep. Ceca | Inselparkhalle |

| Amburgo 20 agosto 2022, ore 18:30 | Serbia | 83 – 56 | Germania | Inselparkhalle |

| Amburgo 20 agosto 2022, ore 16:00 | Italia | 96 – 80 | Rep. Ceca | Inselparkhalle |

| 1° | Serbia          |
| 2° | Germania        |
| 3° | Italia          |
| 4° | Repubblica Ceca |